# Universidade Bethel
A Universidade Bethel (em inglês:  Bethel University) é uma universidade privada batista localizada em Arden Hills, no estado do Minnesota, nos Estados Unidos da América. É afiliada à Converge.

## História
A universidade tem suas origens no Baptist Union Theological Seminary em Chicago, fundado pelo pastor batista sueco John Alexis Edgren em 1871. Em 1914, Converge tornou-se o principal parceiro da escola. Em 1947, a escola foi rebatizada de Bethel College and Seminary.  Em 2004, tornou-se universidade.  Para o ano de 2018-2019, teve 3.692 alunos. 

## Afiliações
Ela é membro da Converge. 

## Ex-alunos notáveis 
- Bob Merritt, pastor da Eagle Brook Church
- Randy Hultgren, ex-membro do  Congresso de Illinois
- Harvey L. Wollman, ex-governador de Dakota do Sul
- Ron Tschetter, ex-diretor do Corpo da Paz

## Campus

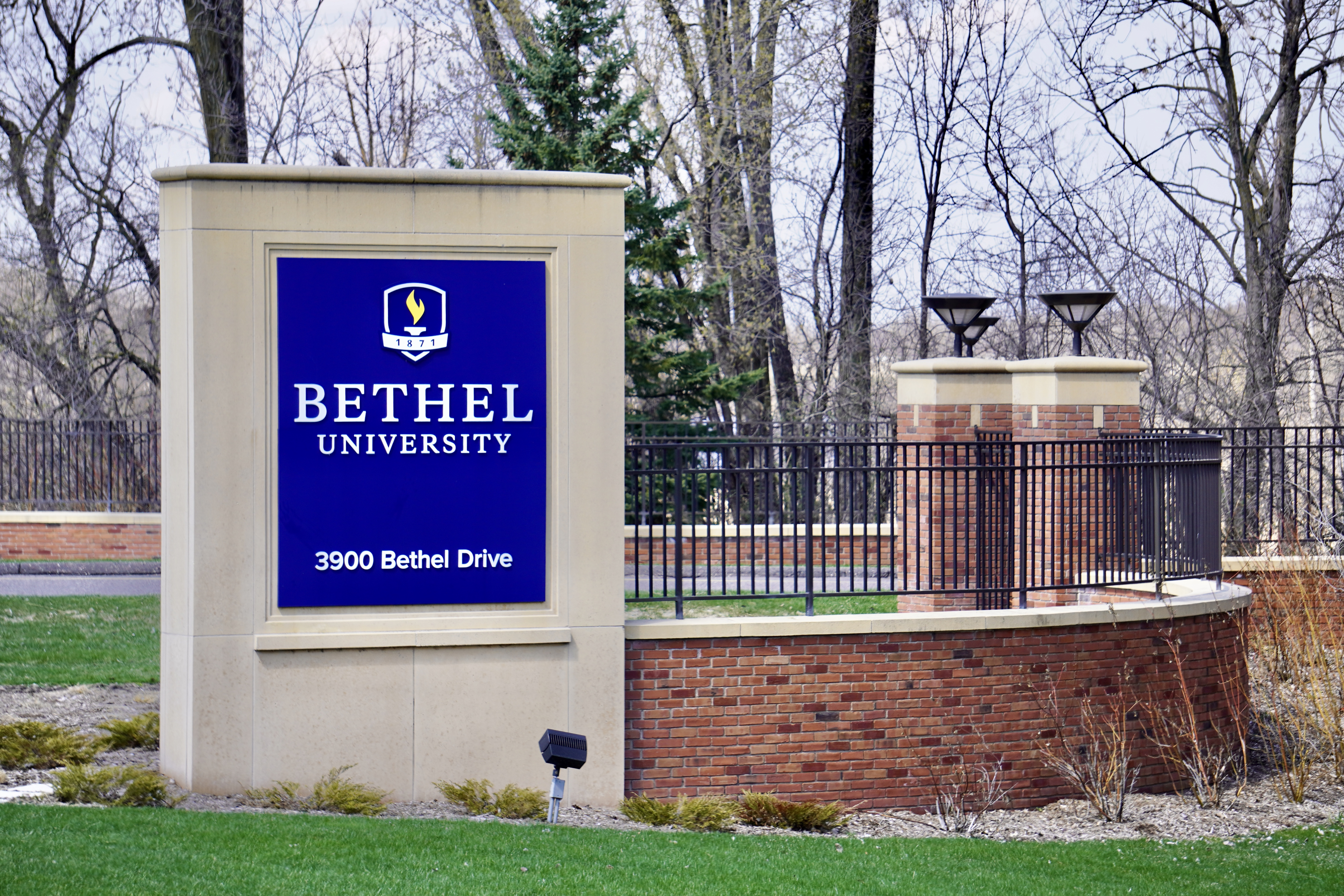
Entrada da universidade
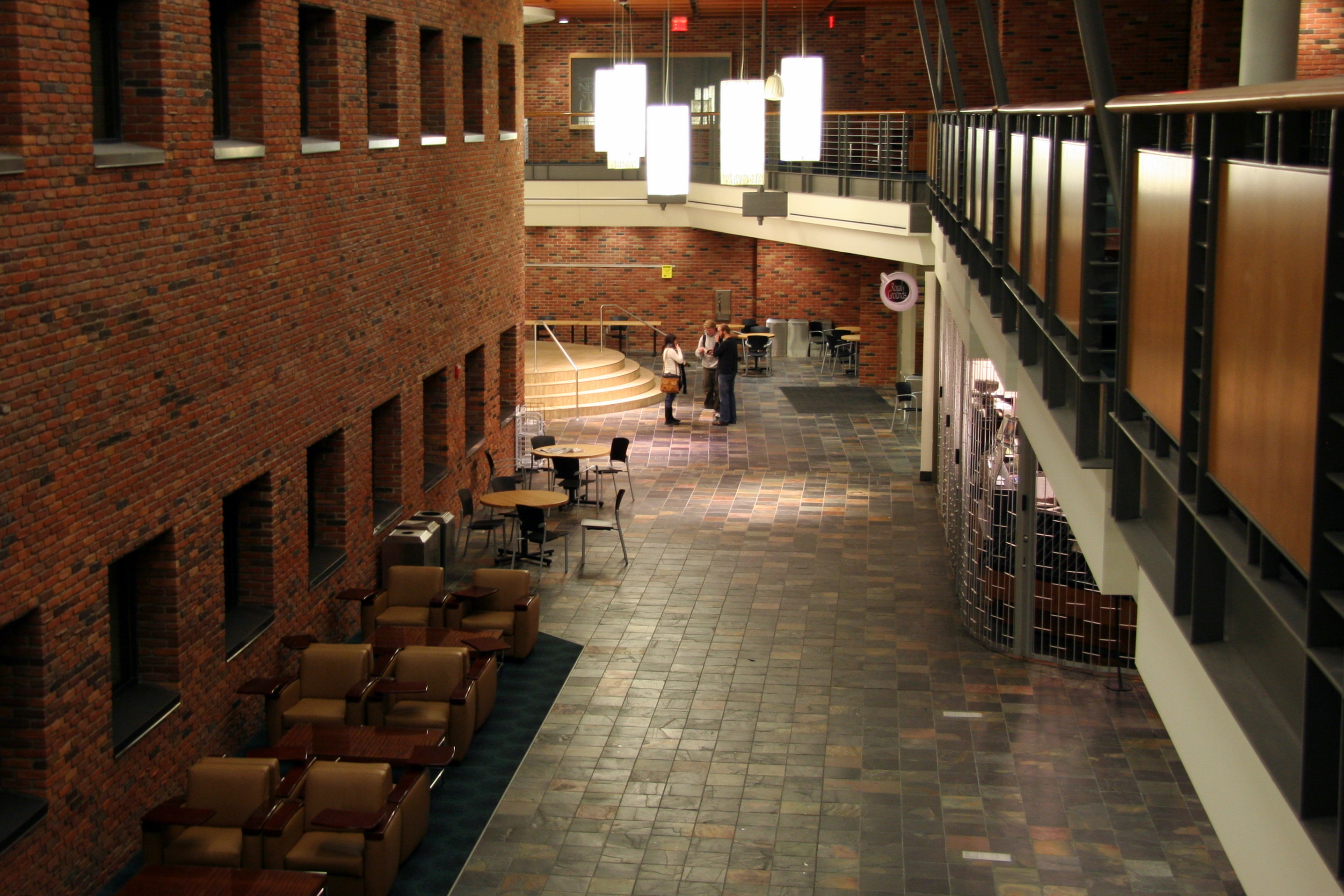
Royal Grounds Cafe